# Culex americanus
Culex bisulcatus là một loài muỗi trong chi Culex.